# Међународни салон стрипа „Девета димензија”
Међународни салон стрипа „Девета димензија” је догађај који организује и води Удружење стрип аутора и обожавалаца стрипа Републике Српске „Девета димензија”, почев од 2018. године. Програм се састоји од представљања стрип аутора, издавачких кућа које објављују стрипове, разних изложби, других стрип фестивала и школа стрипа. Током рада салона организоване су цјелодневне радионице стрипа. Циљ овог салона стрипа је популаризација стрипа, промовисање и других сродих умјетничких израза као што су анимација и илустрација.

## Историјат
Први Међународни салон стрипа у Бањој Луци организован је од 12. до 14. октобра 2018. у простору Камене куће у тврђави Кастел (сви наредни салони су се одржавали на овој локацији). Неколико дана прије почетка фестивала промовисана је поштанска марка на тему стрипа која је настала као плод сарадње „Пошта Српске” и Девете димензије. Гости 1. Међународног салона стрипа Аурелијен Фернандез (Француска), Саша Ракезић Зограф (Србија), Макс вон Фафнер (Србија), Жељко Пахек, (Србија), Милорад Вицановић Маза (Република Српска) и Амбасадор Италије у БиХ Никола Минази. На сајму су представљене издавачке куће „Комико” и „Бесна кобила”, школа стрипа „Кунова”, као и фестивал „Новосадски стрип викенд”. Изложбу су поред радова гостију салона чинили и 3. Изложба стрипа Српске, изложба стрипа Алан Форд и радови Школе стрипа „Кунова”.
Други по реду Међународни салон стрипа одржан је од 4.-6. октобра 2019. године. Специјални гости овог салона били су: Фабио Ћелони (Италија), Марика Далоко (Италија), Алекса Гајић (Србија), Ненад Цвитичанин (Србија), Игор Марковић (Србија), Зоран Стефановић(Србија), Дарко Креч (Хрватска), Лазо Средановић (Црна Гора), Сенад Маврић (ФБиХ/Босна и Херцеговина) и Харис Церић, (ФБиХ/Босна и Херцеговина). Поред изложбирадова гостију салона, биле су постављене изложбе „Давид и ја” Мире Млађеновића, „Линије фронта” (изложба стрипова на тему Првог свјетског рата издавача „System Comics” из Београда); „Торпедо 1936: Рођаци” (изложба илустрација из истоимене књиге издавача „System Comics” из Београда), изложба стрип табли прве објављене манге која је настала у Републици Српској „Lost hope” аутора Срђана Врањеша и изложба стрип табли Школе стрипа „Кунова” Здравка Кнежевића. На сајму је представљена издавачка кућа „System Comics” из Београда и Херцегновски стрип фестивал. Салон је отворио амбасадор Италије у БиХ Никола Минази.
Иако је било упитно одржавање Трећег међународног салона стрипа због ситуације са пандемијом ковида 19, салон је ипак одржан уз поштовње епидемиолошких мјера у периоду од 9. до 11. октобра 2020. Безбједносне мјере су утицале да не буде гостију из иностранства, као ни званичног отварања салона. Гости салона били су стрип цртачи из БиХ који већ дуго година раде за француске издаваче стрипа Филип Андроник и Сенад Маврић. На овом салону постављено је једанаест изложби углавном домаћих аутора, док су четири изложбе биле од изталијанских аутора који нису могли доћи: 4. Изложба стрипа Српске (Изложба стрип табли и илустрација 23 аутора), Глуво доба (Изложба стрипова насталих по истоименој збирци прича Нинослава Митровића), Школа стрипа „Кунова” (Изложба стрип табли полазника школе стрипа), Мали албум 1: „АЕQУЛИБРИА” (Изложба стрип табли), Милан Јовановић „Џејсон Брајс” (Изложба стрип табли и илустрација), „Море је било мирно” (Изложба стрип табли Татјане Видојевић насталих по причи Татјане Ступар Трифуновић, као и изложбе стрип табли Филипа Андроника, Сенада Маврића, Ванесе Белардо, Пасквала дел Векиа, Ђорђо Понтрелиа и Валтера Вентурија. 

## Рефернце
1. 1 2  Predojević, Branislav (11. 9. 2018). „Banjaluka u znaku DEVETE UMJETNOSTI: Prvi međunarodni SALON STRIPA u oktobru na Kastelu”. srpskainfo. Приступљено 28. 9. 2021.
2. ↑  „Програм 1. Међународног салона стрипа „Девета димензија” у Бањалуци”. Девета димензија. Приступљено 28. 9. 2021.[мртва веза]
3. ↑  „Svečano otvaranje Prvog međunarodnog salona stripa „Deveta dimenzija“”. ATV. 12. 10. 2018. Архивирано из оригинала 28. 09. 2021. г. Приступљено 28. 9. 2021.
4. ↑  Jakovljević, Bojan (4. 10. 2019). „U Kamenoj kući na tvrđavi Kastel otvoren Drugi međunarodni Salon stripa.”. MONDO. Приступљено 28. 9. 2021.
5. ↑  „2. Међународни салон стрипа „Девета димензија” Бањалука”. Девета димензија. Приступљено 28. 9. 2021.[мртва веза]
6. ↑  Митрић, Миланка (1. 10. 2019). „Рај за љубитеље стрипа на тврђави Кастел”. Глас Српске. Приступљено 28. 9. 2021.